# Alexander von Kalmár
Alexander von Kalmár (11. prosince 1838 Šoproň – 28. srpna 1919 Vídeň) byl rakousko-uherský admirál. U c. k. námořnictva sloužil od roku 1856 a absolvoval cestu kolem světa. Jako nižší důstojník se vyznamenal v několika válkách, vynikal v exaktních vědách a později dlouhodobě působil jako odborník u C. k. Vojenského zeměpisného ústavu (1874–1894). Svou kariéru zakončil ve funkci ředitele Hydrografického úřadu v Pule (1894–1899). V roce 1881 byl povýšen do šlechtického stavu a do penze odešel v roce 1899 v hodnosti viceadmirála.

## Životopis

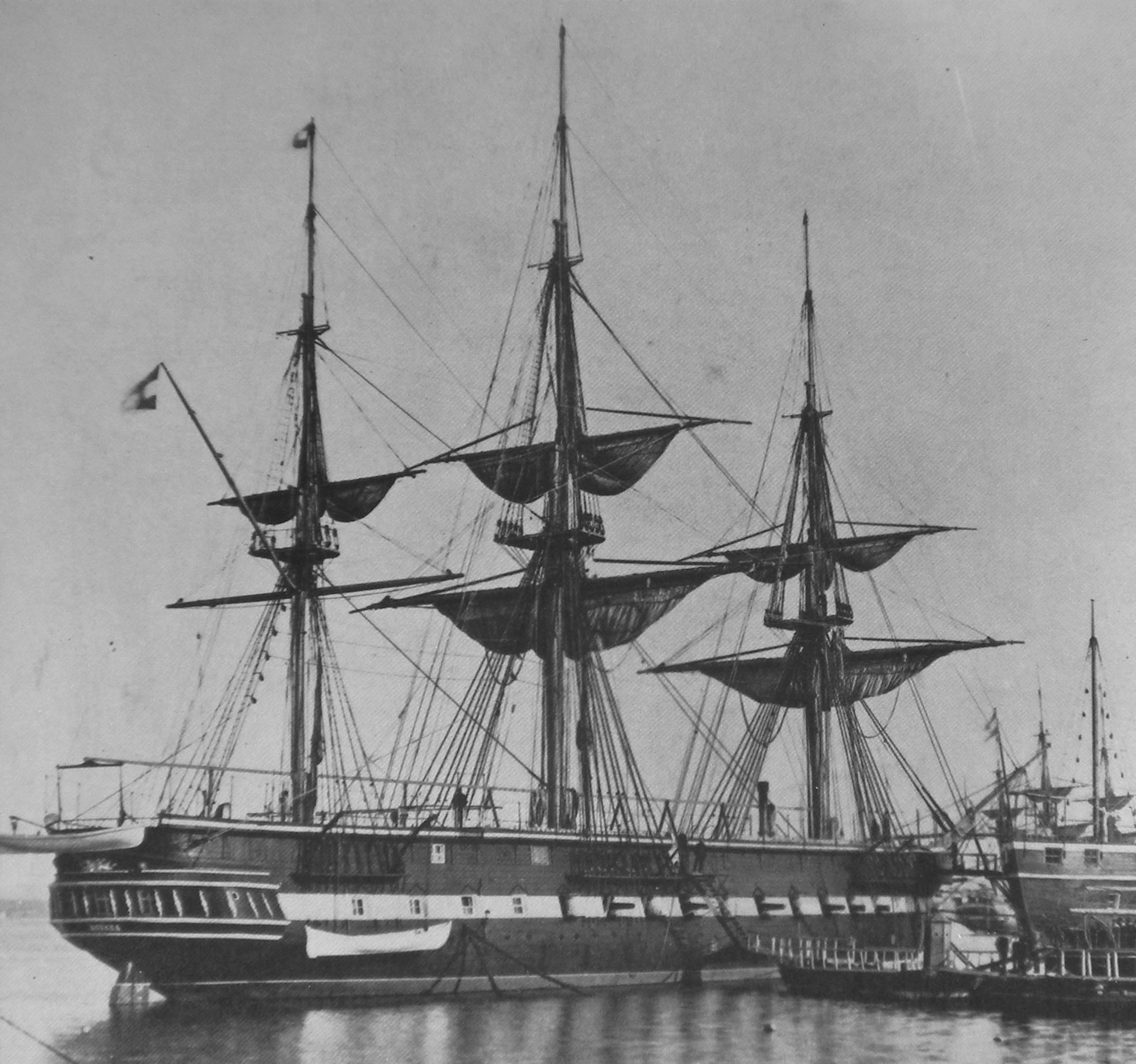
Fregata SMS Novara, na níž Alexander Kalmár absolvoval cestu kolem světa (1857–1859) a na této lodi vynikl jako důstojník dělostřelectva v bitvě u Visu (1866)

Byl synem obchodníka Stephana Kalmára (1792–1849). První vzdělání získal v Šoproni a Kremsu, v letech 1851–1856 studoval na C. k. námořní akademii v Terstu. Vynikal především v matematice a své znalosti později dlouhodobě uplatňoval v trigonometrii a geodézii. V roce 1856 vstoupil jako kadet k námořnictvu a v letech 1857–1859 absolvoval dvouletou cestu kolem světa na fregatě SMS Novara pod velením kapitána Wüllerstorfa. Další plavbu vykonal v letech 1859–1860 jako doprovod arcivévody Maxmiliána na parníku SMS Elisabeth do Brazílie a v roce 1860 získal hodnost praporčíka. Poté sloužil na menších plavidlech a v letech 1861–1862 byl instruktorem na výcvikové lodi SMS Venus.  Na jaře 1863 na dělovém člunu SMS Kerka cestoval do Řecka a na podzim téhož roku byl navigačním důstojníkem na fregatě SMS Erzherzog Friedrich při plavbě do Orientu. 

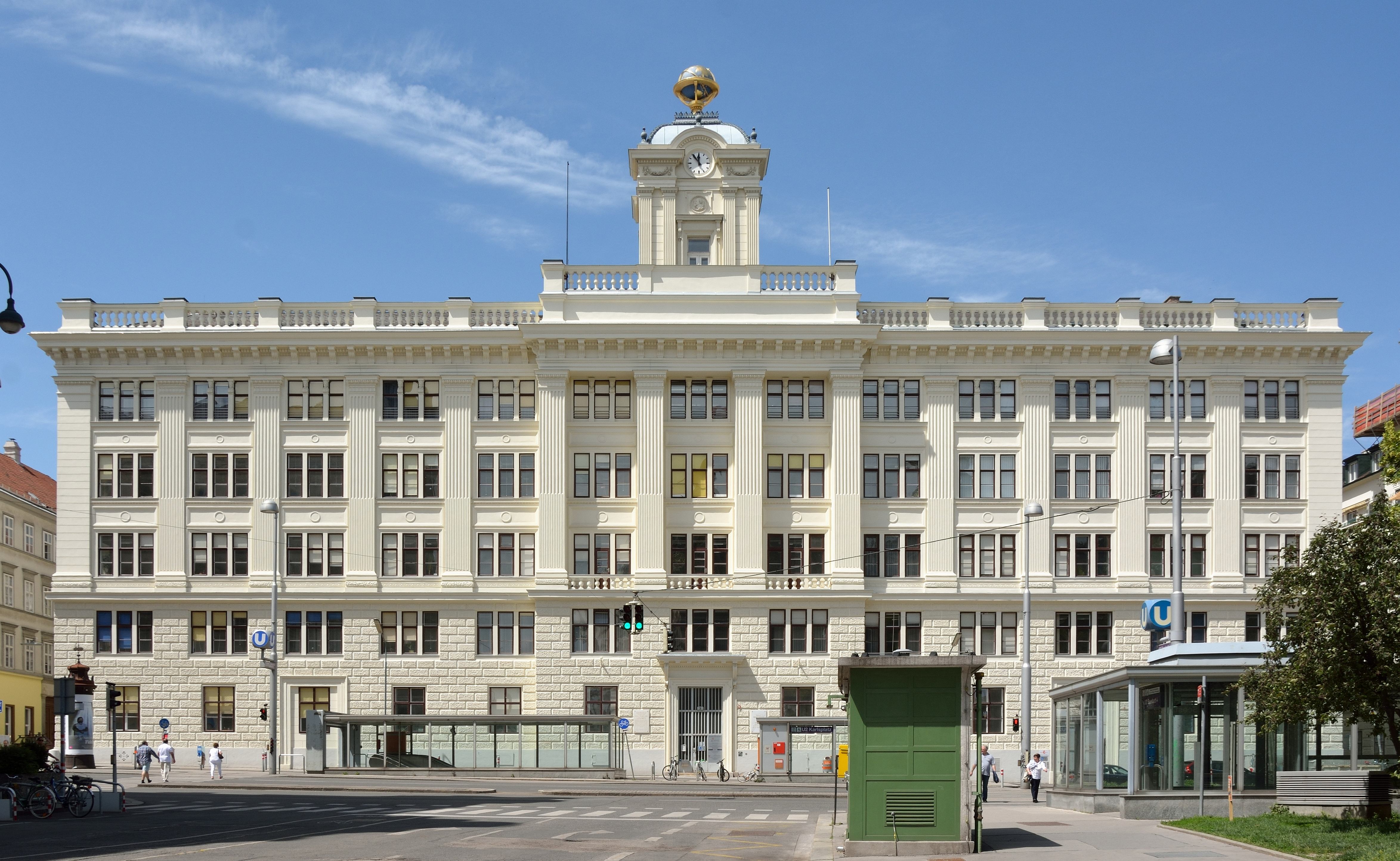
Budova C. k. Vojenského zeměpisného ústavu, působiště Alexandra Kalmára v letech 1865–1868 a 1874–1894

Jako navigační důstojník na fregatě SMS Schwarzenberg byl účastníkem dánsko-německé války (1864) a na fregatě SMS Novara vynikl na pozici dělostřeleckého důstojníka v bitvě u Visu během války s Itálií (1866). Mezitím byl přidělen k C. k. vojenskému zeměpisnému ústavu (Militärgeographisches Institut, 1865–1868) a postupoval v hodnostech (poručík II. třídy 1866, poručík I. třídy 1868). Od roku 1868 byl přidělen k námořní základně v Terstu a na obrněné lodi SMS Lissa absolvoval další cestu do Orientu (1871). V letech 1874–1894 působil v různých funkcích znovu u C. k. vojenského zeměpisného ústavu a v roce 1880 byl povýšen na korvetního kapitána. V roce 1881 byl zplnomocněncem u Mezinárodní zeměměřičské komise, poté se znovu vrátil k C. k. vojenskému zeměpisnému ústavu.
Ve funkci ředitele triangulačního odboru u Vojenského zeměpisného ústavu byl později zároveň přednostou oddělení pro astronomii a geodézii a postupoval v hodnostech (fregatní kapitán 1884, kapitán řadové lodi 1886). V závěru své kariéry byl ředitelem Hydrografického úřadu v Pule (1894–1899) a k datu 1. listopadu 1895 byl povýšen na kontradmirála. V roce 1899 byl penzionován a při té příležitosti obdržel hodnost viceadmirála (1. května 1899)
Po odchodu do výslužby se usadil ve Vídni,  kde zemřel ve vojenské nemocnici 28. srpna 1919 ve věku osmdesáti let. Pohřben byl na hřbitově ve vídeňské čtvrti Hietzing. 
V roce 1873 se ve Vídni oženil s uherskou šlechtičnou Marií Barbarou Oroszovou de Vajda-Hunyad (1837–1919), dcerou důstojníka. Z manželství se narodily dvě děti. Syn Felix (1874–1929) byl inženýrem a za první světové války sloužil u c. k. námořnictva jako poručík. Dcera Elsa (1876–1955) se prosadila jako výtvarná umělkyně, sochařka a malířka.

## Tituly a ocenění
V roce 1881 byl povýšen do šlechtického stavu s titulem rytíř (Ritter von Kalmár). Od roku 1881 byl také členem C. k. zeměpisné společnosti ve Vídni a v návaznosti na své mezinárodní aktivity v oboru geodézie získal později členství v několika zahraničních institucích. Během služby u námořnictva se stal nositelem několika vyznamenání v Rakousku-Uhersku i v zahraničí.

### Rakousko-Uhersko
- Válečná pamětní medaile (1864)
- Řád železné koruny III. třídy s válečnou dekorací (1864)
- Vojenský záslužný kříž s válečnou dekorací (1866)
- Válečná medaile (1873)
- Služební odznak pro důstojníky III. třídy (1881)
- Jubilejní pamětní medaile (1898)
- Služební odznak pro důstojníky II. třídy (1899)
- Vojenský jubilejní kříž (1908)

### Zahraničí
- komandérský kříž Řádu italské koruny (1883, Itálie)
- komandérský kříž Řádu Spasitele (1890, Řecko)
- Řád pruské koruny II. třídy (1891, Německo)
- Řád slávy II. třídy (1891, Tunisko)